# メタニル酸
メタニル酸（英語: metanilic acid）は、化学式が C6H7NO3S で表されるスルファニル酸の異性体で、分子量は173.18968 g/molである。白色またはベージュの粉末で、水にわずかに溶ける。別名、3-アミノベンゼンスルホン酸、m-アミノベンゼンスルホン酸、アニリン-3-スルホン酸、3-スルホアニリン。